# Santang (socken i Kina, Zhejiang)
Santang (kinesiska: 三塘, 三塘乡) är en socken i Kina. Den ligger i provinsen Zhejiang, i den östra delen av landet, omkring 100 kilometer sydost om provinshuvudstaden Hangzhou.
Genomsnittlig årsnederbörd är 2 022 millimeter. Den regnigaste månaden är juni, med i genomsnitt 356 mm nederbörd, och den torraste är januari, med 72 mm nederbörd.